# ترنگ-ژونکسیون، کبک
ترنگ-ژونکسیون (به فرانسوی: Tring-Jonction) روستایی در منطقه شهری روبر-کلیش ناحیه شودییر-آپالاش در استان کبک کانادا است. در سرشماری سال ۲۰۱۱ این روستا ۱٬۳۷۵ نفر جمعیت داشته‌است و مساحت آن ۲۵٫۷۱ کیلومتر مربع است.